# Fischio

Il fischio è la creazione di suoni per mezzo dell'aria che scorre rapidamente attraverso una piccola apertura di una cavità e crea turbolenza. Tramite metodi diversi l'uomo può produrre i fischi dalla sua bocca, che egli usa per l'attività musicale e in alcuni casi anche per la comunicazione. Oltre all'uomo, anche altri esseri viventi usano il fischio per la comunicazione.

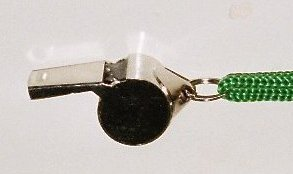
Un fischietto di metallo

Il fischio è un suono acuto, prolungato e sottile che l'uomo produce facendo passare ad alta velocità l'aria dai polmoni alle labbra. Per ottenere il suono, le labbra devono essere semichiuse, in modo tale da lasciare passare l'aria attraverso un piccolo spazio. Anche il posizionamento della lingua e dei denti influisce sulla qualità del suono. Talvolta, per produrre un fischio più acuto e forte, l'uomo si serve anche delle dita, o di oggetti come il fischietto.

## I modi di fischiare dell'uomo

### Fischiare con le labbra (fischio labiale)
Questo è probabilmente il metodo più conosciuto e più comunemente usato, dove le labbra sono messe a forma di piccola "O". La punta della lingua viene leggermente arrotolata e spinta da dietro contro il labbro inferiore per le note più alte, e spostata più indietro e giù per le note più basse. Durante l'espulsione o il risucchio d'aria in quest'area si formano vortici. La cavità orale agisce come un risonatore Helmholtz. Cambiando leggermente le posizioni della lingua e della mascella inferiore, è possibile regolare la frequenza e quindi l'altezza del suono prodotto, il volume (intensità) è controllato dalla forza dell'aspirazione o della soffiatura. Le pieghe vocali nella laringe non sono coinvolte nella generazione del suono.
Il fischio labiale è il metodo più conosciuto dal punto di vista fisico. Già John William Strutt, 3º barone di Rayleigh (1842-1919), nella sua opera, Theory of sound (1894-1896) riconobbe che il suono non è prodotto dalla vibrazione delle labbra in quanto, facendo pressione con le labbra su un tubo di legno, notò che anche in questo caso era in grado di fischiare.
Fischiando con le labbra si possono produrre suoni relativamente bassi. ll dominio di frequenza normalmente raggiungibile si estende fino a circa due ottave. Il fischio labiale si distingue essenzialmente dagli altri modi di fischiare poiché è l’unico che funziona con l’aspirazione di aria.

### Fischiare senza dita e senza labbra
Nei modi di fischiare senza labbra, il suono non deriva dalle labbra ma da una zona più interna, quella della lingua, dei denti e del palato. Le labbra sono relativamente rilassate e aperte cosicché il fischio sia quasi “invisibile”.
In uno dei vari metodi si pressa la punta della lingua contro il margine degli incisivi superiori, mentre le labbra abbastanza larghe creano una apertura attraverso quale l’aria può fuoriuscire. In alternativa, si può mettere la lingua sul palato duro e lasciare una piccola apertura (un canale d’aria) tramite il quale si crea il fischio.
Un altro metodo, però più difficile da imparare, consiste nel portare la lingua in una posizione stabile (come il modo di fischiare con le dita) e far fuoriuscire l’aria fortemente pressata. Si raggiunge la stessa potenza di suono del modo di fischiare con le dita. Un vantaggio di questo metodo è il fatto che non c’è bisogno di portare le dita in bocca e quindi le mani rimangono libere.
Il fischio a due toni (ad esempio a intervalli di un terzo d’ottava) richiede una grande destrezza e molto allenamento. Bisogna tirare fuori la lingua cosicché su entrambi i lati rimanga un piccolo spazio tra la lingua e gli angoli della bocca. L’aria passa attraverso i denti e grazie all’ampliamento delle guance e della lingua il tono varia.

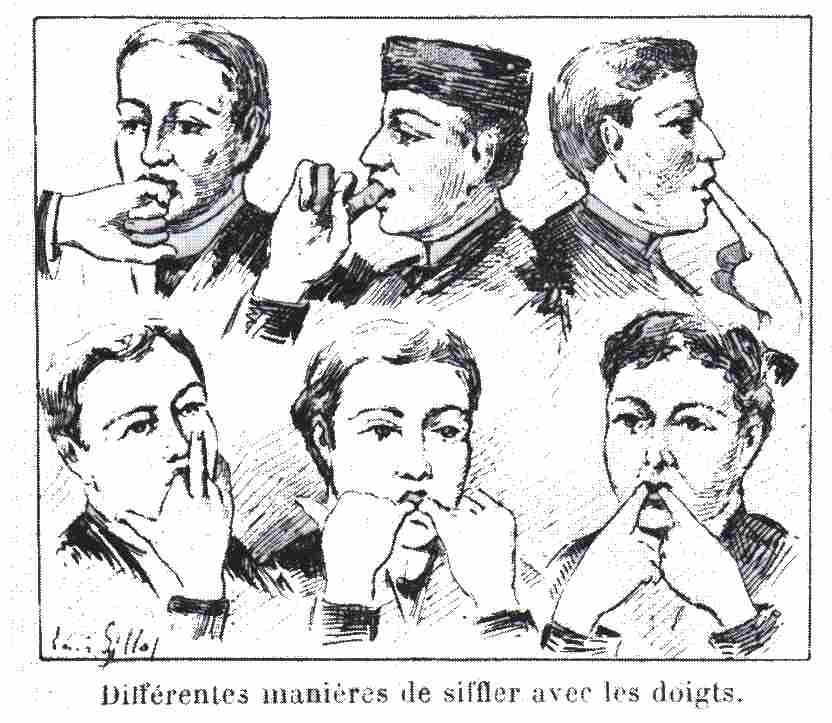
Diversi modi di fischiare con le dita (da Le monde illustré, 1893)

### Fischio con le dita
Con molto allenamento si potranno produrre dei fischi con l'aiuto di due dita singole (indice e medio, indice e pollice) o con due dita contemporaneamente (indice e medio insieme, anulare e mignolo insieme). In questo modo si creano due strette fessure che permettono all'aria di fuoriuscire con un suono acuto.
Con pollice e indice si può creare una sorta di anello attraverso il quale, prima spingendo la lingua dal basso (prima all'indietro, poi verso l'alto) e poi espirando vigorosamente, si potrà ottenere un fischio, assicurandosi però che non fuoriesca dell’aria tra le dita e gli angoli della bocca.
Per fischiare con quattro dita bisogna seguire il medesimo principio: la lingua viene mossa in modo analogo con indice e medio, che svolgono la stessa funzione di pollice e indice. Questo metodo è leggermente più facile da eseguire.
È possibile creare un fischio anche con un solo dito. Questa tecnica crea un suono estremamente forte, capace di arrivare ad un'intensità superiore a 100 dB (A) senza problemi.

## Storia
Si suppone che il fischio come mezzo di comunicazione non verbale sia vecchio quanto l’umanità. Quindi da sempre gli uomini hanno utilizzato il fischio per comunicare su lunghe distanze e per avvertire dei pericoli.
Sebbene in molte fonti sia difficile differenziare tra sibilo e fischio (nelle lingue antiche entrambi i suoni venivano indicati con la stessa parola), spesso si capisce dal contesto.
Già nell'antichità si usava fischiare agli altri: in una lettera ad Attico, Cicerone, riferendosi delle sue rappresentazioni, si vanta di aver ricevuto grandi applausi senza neanche un fischio (sine ulla pastoricia fistula). Tuttavia, a causa di indicazioni in alcune fonti, non si può dire in modo certose nell'antichità fosse consuetudine fischiare.
Il fischio ha un carattere millenario ed è nel Rinascimento che nasce la tradizione dell’arte del fischiare. In un primo momento, quando gli strumenti musicali erano in fase di sviluppo, il fischio era l’alternativa al canto. Tuttavia il suo ruolo cambia nel Barocco quando perse di importanza per l’orchestra da camera ed assunse il ruolo che ha ancora oggi. È il ruolo di un fenomeno marginale, di una curiosità dal carattere un po' esotico e non quello di un'arte.
In molte culture, fischiare viene e veniva associato alla magia e alla superstizione. A seconda delle situazioni, i fischi potevano attirare o cacciare i demoni.
Fischiare veniva anche associato al diavolo, motivo per cui in alcune aree di religione islamica o cristiana venne designato come impuro. Infatti nell’opera Mefistofele di Arrigo Boito il diavolo fischia oltre che cantare. Soprattutto per le donne fischiare era considerato un tabù.
La credenza in molte miniere che fischiare nel sottosuolo porti sfortuna è fondato: fino all'invenzione della lampada di sicurezza, i canarini sono sempre stati utilizzati per misurare la qualità dell'aria respirabile nelle miniere. Gli uccelli infatti sono molto più sensibili alla carenza di ossigeno rispetto agli esseri umani. Finché l'uccellino fischiava e canticchiava sotto terra, l'aria andava bene, se si fermava, i minatori sapevano che si doveva lasciare il pozzo il più presto possibile e si dirigevano verso l'alto. Quindi chiunque avesse fischiato, avrebbe potuto uccidere tutti, perché il fischio avrebbe potuto essere facilmente confuso con il "canto" del canarino. Nel rumore costante dei martelli i minatori potevano pensare che c'era ancora abbastanza ossigeno rischiando di mettersi in pericolo. Dunque era permesso fischiare solo all’uccellino.
Anche sulle navi, in particolare sulle barche a vela, era, ed è ancora, assolutamente vietato fischiare perché i marinai danno certi comandi solo fischiando.

## Principi fisici del fischio
Affinché si crei un fischio devono essere soddisfatte due condizioni fisiche. Innanzitutto è necessario un flusso d'aria abbastanza veloce da formare un vortice. Interagendo poi con una zona di risuono si creerà una vibrazione acustica, il fischio appunto. Si tratta puramente di un’onda sinusoidale. Per questo motivo la frequenza (altezza del suono) e l’intensità (volume del suono) sono gli unici parametri che possono influenzare il fischio. A differenza della voce umana, non esiste variazione nel timbro del proprio fischio.
Nello specifico, Gierke ha paragonato nel 1947 il fischio umano con quello prodotto da uno strumento creato per emettere suoni ed è arrivato alla conclusione che è lo stesso meccanismo a creare il fenomeno.
Sulle labbra si creano dei “vortici” che vibrando fanno risuonare la faringe. In particolare, Gierke ha dimostrato che il fischio aumenta se si aumenta la velocità del flusso d'aria soffiando più forte, mentre la mandibola e la lingua rimangono fisse in una posizione .
Nel 1970 Wilson ed altri giunsero ad una conclusione simile ma apparentemente indipendente da quest’ultima. Notarono come il fischio umano - senza considerarne le specificità - sia analogo ai richiami artificiali dei cacciatori, ovvero ai fischietti. Hanno inoltre sottolineato che la cause della formazione di vortici d’aria sono le diverse posizioni delle labbra e della lingua sul palato.
Nel loro lavoro sulle lingue fischiate, i fisici Busnel e Classe ipotizzarono che la spiegazione comune ai numerosi metodi per fischiare (con o senza dita) sia che un canale, formato con l’aiuto della lingua e/o delle dita e altrimenti difficile da creare, faccia passare correnti d’aria più rapide. Questi vortici interagiscono con il cavo orale che risuona producendo fischio.
Il fischio umano è compreso tra i 1300 e i 4000 Hz. Poiché la sensibilità dell'orecchio umano è maggiore in questa gamma di frequenze e l'onda sonora è sinusoidale (e quindi il più semplice possibile,) i fischi sono percepiti meglio rispetto ad altri suoni, come ad esempio rispetto a quelli prodotti dalla voce. Per questo motivo si fischia per esprimere comandi o per mandare segnali.

## Lingue fischiate
È noto che in molte regioni del mondo si comunica con i fischi. La maggior parte di questi territori è montuosa, poco popolata, e con poche infrastrutture. Dunque, in queste condizioni, i fischi rendono possibile la comunicazione a lunga distanza. Senza questo metodo la comunicazione costituirebbe una perdita di tempo. Di solito questo modo di comunicare è usato dai pastori. 
Le lingue fischiate non sostituiscono le lingue parlate ma le completano. Poiché sia i più piccoli che gli anziani non sono in grado di fischiare a causa della mancanza di denti, le lingue fischiate vengono apprese dopo la lingua madre. Quindi si basano sulla lingua relativa alla regione.

## Curiosità
La superstizione secondo cui fischiare a teatro, all’opera o ad un concerto, ma anche ai varietà e al circo, porti sfortuna è ancora molto diffusa. Il fischio umano creerebbe infatti caos durante le prove. L’effetto durante l’esecuzione di un concerto classico, di un dramma o di un varietà sarebbe inimmaginabile, addirittura catastrofico durante uno spettacolo di trapezisti o con animali.
È comunque sconsigliato fischiare sui palcoscenici di tutto il mondo per le seguenti motivazioni. In primo luogo, chi fischia non è concentrato sui suoi compiti. In secondo luogo, l’incubo costante degli artisti è che il pubblico possa fischiare alla prima del loro spettacolo. Il detto recita infatti “Quando si fischia alle prove, si verrà fischiati anche alla prima”. Anche negli studi televisivi e cinematografici vige “la regola del non fischiare”, principalmente a causa della mancanza di concentrazione e di motivazione che si verrebbe a creare durante le prove e le riprese.
Fischiando con l’aiuto delle dita si possono raggiungere frequenze molto alte, che per l’orecchio umano risultano fastidiose. Proprio per questo motivo, anche fischiare in pubblico è spesso malvisto. Fa eccezione il brano popolare “Sportpalastwalzer” composto negli anni ‘20 e divenuto sin da subito l’inno della manifestazione ciclistica  “la Sei giorni di Berlino”. Nonostante nel 1931 il professor Charles G.Shaw abbia definito sul New York Times l’atto del fischiare come “un segno di inconfondibile stupidità”, la maggior parte delle persone fischietta tuttora in diverse situazioni. Fischiare può essere quindi interpretato come un sintomo di felicità o, al contrario, come un metodo per sconfiggere le paure, per esempio quella del buio o della solitudine.
Il termine indica anche il suono prodotto da alcuni uccelli, ad esempio il fischione, o rettili, il rumore di alcuni oggetti che fendono l'aria o quello artificiale prodotto da macchinari.
Anche fischiare al passaggio di una donna è un gesto poco educato. Il ragazzo afroamericano Emmett Till fu addirittura assassinato nel 1955 perché accusato di aver fischiato e di aver fatto dei complimenti ad una donna bianca.
In molte parti del mondo ancora oggi fischiare per una donna è considerato indecente. Per la prima volta, nel maggio 2019 una delle più note fischiatrici al mondo, Elena Somarè, ha fatto un concerto negli Emirati Arabi, ad  Abu Dhabi, chiamata dalla Unione Europea per la festa dello Europe Day.